# Thunbergia austromontana
Thunbergia austromontana är en akantusväxtart som beskrevs av Vollesen. Thunbergia austromontana ingår i släktet thunbergior, och familjen akantusväxter. Inga underarter finns listade i Catalogue of Life.